# Сабор „Прођох Левач, прођох Шумадију”
Сабор „Прођох Левач, прођох Шумадију” је културно-туристичка манифестација, етнографског садржаја, која се од 1970. године одржава у манастиру Каленић. Ова манифестација народног стваралаштва Шумадије и Поморавља има за циљ да сачува од заборава обичаје у чистој верзији, доследној изворности и аутентичности.
Сабор је утемељио учитељ Бративоје Марковић из Белушића код Рековца. Општина Рековац је у знак сећања на њега установила повељу „Бративоје Марковић“, која се од 2006. године додељује појединцима и институцијама које су од значаја за културни и економски развој Рековца.
На иницијативу просветних, културних и здравствених радника Белушића, први сабор „Прођох Левач, прођох Шумадију” одржан је 10. септембра 1970. године у Белушићу, уз потпору новинске установе „Нови Пут” из тадашњег Светозарева (данас Јагодина). Програм се састојао из два дела: такмичења у народном вишебоју (скок с мотком, бацање камена с рамена, скок из места, бацање бомбе у циљ и надвлачење конопца) и такмичење певача аматера. Овакав програм овог сабора трајао је првих пар година, кад се проширује и на изворно народно стваралаштво и обухвата цео срез Светозарево.
Од 1980. године седиште Сабора се премешта у просторе манастира Каленић, са потпуно измењеном концепцијом. Сабор добија нове садржаје и културне димензије, користи се привлачност самог манастира са околином. Као главни, основни садржај Сабора, појављује се народно стваралаштво и народна уметност, што одговара и самом амбијенту. На летњој позорници, усред букове и храстове шуме, у непосредној близини манастира, сваке године у току ове манифестације, продефилује четрдесет културно-уметничких друштава, изворних фолклорних група и ансамабала, преко 1200 извођача из Шумадије и Поморавља, Жупе, Левча и осталих делова Србије, на сабору се појаве и српска културно-уметничка друштва из Мађарске и Румуније, као и из других земаља. До 1990. на овој манифестацији су учествовала и друштва из свих република бивше Југославије, а било је и гостију из Бугарске, Пољске, Аустрије и Америке, Македоније и Албаније.
У току Сабора организују се и гостовања врхунских хорова, позоришних и музичких ансамбала, као и појединаца и клубова из области књижевности, музике и уметности. Организују се и одржавају разноврсне изложбе (ликовна колонија, домаће радиности „Златне руке Левча”, књига и др). Исто тако, у току Сабора обнављају се стара кулинарска занимања кроз спремање старих левачких јела. Посебна атракција Сабора је избор за најдужи брк Сабора, девојке са најдужим плетеницама, најлепше саборице и најлепше очуване мушке и женске народне ношње.
У оквиру седмодневног трајања сабора, у организацији Културног центра општине Рековац и Туристичке организације Рековац, организују се многе пратеће манифестације и догађаји у селима Опарић, Белушић и Каленићки Прњавор.

## Галерија
- Сабор 2019.године
- Сабор 2019.године
- Сабор 2019.године
- Сабор 2019.године
- Сабор 2019.године